# Nevis

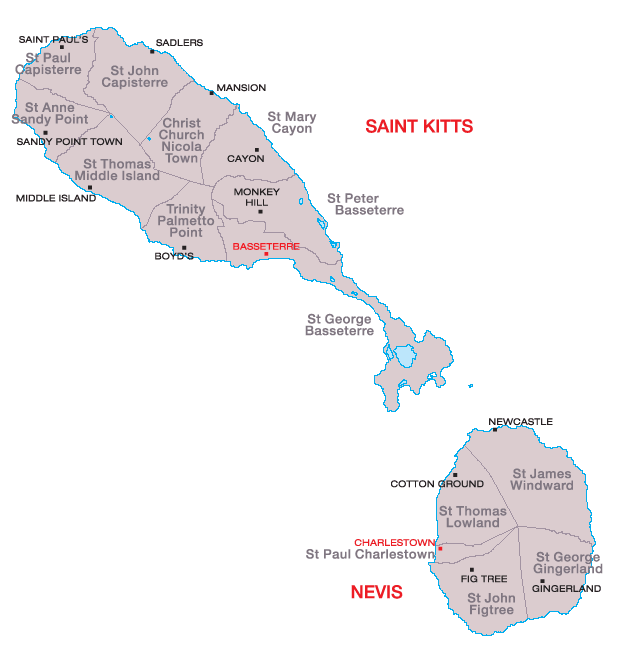
Farní okrsky na ostrovech Svatý Kryštof a Nevis

Nevis je ostrov, součást Závětrných ostrovů v Karibiku, jeden z ostrovů státu Svatý Kryštof a Nevis. Od Svatého Kryštofa jej odděluje průliv The Narrows široký 3,2 km. Nevis má rozlohu 93 km², žije zde přibližně 12 000 obyvatel. Největším městem je Charlestown, samotný ostrov je rozdělen do pěti farních okrsků.
Nejvyšším bodem ostrova je Nevis Peak s nadmořskou výškou 985 m.